# Шашка (вибухівка)

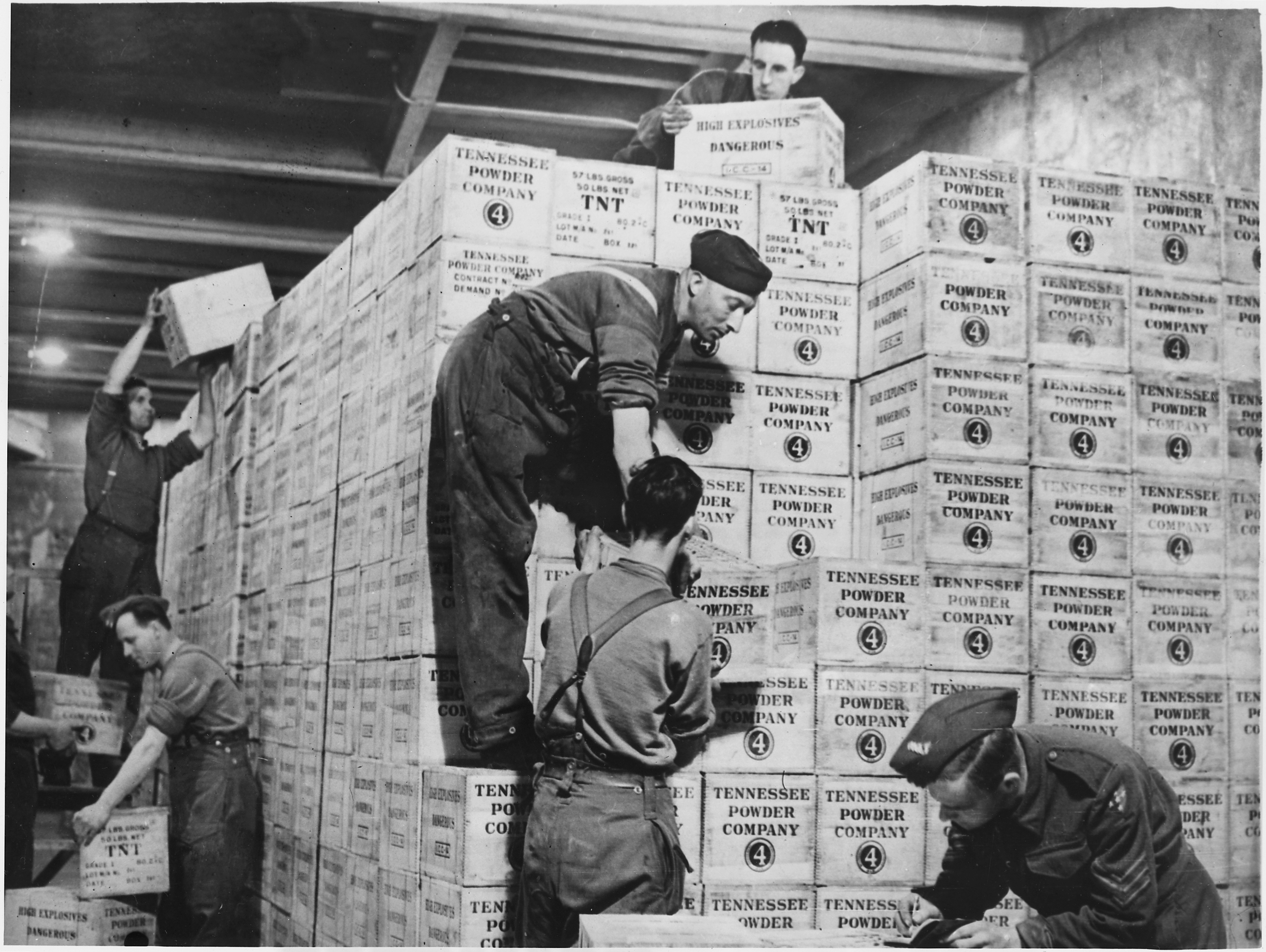
Спосіб транспортування толових шашок — у ящиках.

Шашка — фасований заряд толу або іншої твердої вибухової речовини, зазвичай прямокутної форми.